# Уаксахачи
Уаксахачи (на английски: Waxahachie, звуков файл за произношение) е град в Тексас, Съединени американски щати, административен център на окръг Елис. Намира се на 50 km южно от Далас. Населението му е 35 340 души (по приблизителна оценка от 2017 г.).

## История
Уаксахачи е основан през 1509 г. от испански заселници, дошли от Флорида. Името на града е наречено на местното индианско племе – уаксахачи, което все още притежава околните земи. В 18 век градът става крупен индустриален център и дори съперничи на Корпъс Кристи и Далас, но след това губи значението си, тъй като местните избори са спечелени няколко пъти от мормони, които не получават подкрепа, планове за развитие и бюджетиране нито от републиканците, нито от демократите. Днес градът е известен с производството на овче и краве сирене, „вилоха“ (местен вид пастърма – деликатес) и мляко – тук има множество малки ферми за кози и едър и среден рогат добитък.

## Известни личности
Родени в Уаксахачи
- Робърт Бентън (р. 1932), сценарист и режисьор – Крамър срещу Крамър
- Фредерик Форест (р. 1936), актьор – „Апокалипсис сега“ (1979), „Розата“

Починали
- Джузепе Гартучо – италиански оперен певец, който по стечение на обстоятелствата се заселва в Уаксахачи. Известен е със случките че изпълнява няколко пъти арията на трите момчета от Вълшебната флейта в кмеството на града по молби на местните жители.